# 南酸枣属
南酸枣属（学名：Choerospondias）是漆树科下的一个属，为乔木植物。该属共有南酸枣（Choerospondias axillaris）等2种，分布于印度至中国南部。

## 物种
本属是一個單型屬，就只有一個物种：
南酸枣 Choerospondias axillaris (Roxb.) B.L.Burtt & A.W.Hill